# Renée Adorée
Renée Adorée (właśc. Jeanne de la Fonte; ur. 30 września 1898 w Lille, zm. 5 października 1933 w Tujunga) – francuska i amerykańska aktorka teatralna i filmowa, gwiazda kina niemego.

## Życiorys
Już jako nastolatka zaczęła grywać we francuskich teatrach. Zachwyceni nią amerykańscy producenci ściągnęli ją do Stanów Zjednoczonych, gdzie rozpoczęła karierę filmową. Na początku nie rozwijała się ona jednak oszołamiająco, aż do chwili, kiedy aktorka otrzymała propozycję zagrania w filmie Wielka parada (The Big Parade; 1925). Zarówno sam film, jak i jej rola okazały się ogromnym sukcesem, rozpoczynającym pasmo jej kolejnych udanych kreacji. Dobra passa trwała jednak zaledwie kilka lat. Ról było coraz mniej, a ich znaczenie coraz słabsze. Po raz ostatni przed kamerą stanęła w roku 1930.
Przez wiele lat zmagała się z gruźlicą. Zmarła na nią w 1933 roku, w tydzień po swych 35. urodzinach. Jej ciało spoczęło na cmentarzu Hollywood Forever w Kalifornii.
Gwiazda artystki znajduje się na Walk of Fame przy 1601 Vine Street. Stworzono ją w uznaniu zasług na rzecz rozwoju przemysłu filmowego.
Jej pierwszym mężem był Tom Moore (w latach 1921–1924), a drugim William Sherman Gill (w latach 1927–1929). Z obydwoma się rozwiodła.

## Filmografia (wybór)
- 1918 – 500 Pounds Reward jako Irene
- 1920 – The Strongest jako Claudia
- 1921 – Prosto z nieba jako Panna Lowry
- 1922 – Hrabia Monte Cristo jako Eugénie Danglars
- 1922 – Codzienne marzenia jako Dziewczyna
- 1925 – Wielka parada jako Melisande
- 1925 – Parisian Nights (pol. Paryskie noce) jako Marie
- 1926 – Cyganeria jako Musette
- 1926 – Czarny ptak jako Fifi
- 1927 – Niebo na ziemi jako Marcelle